# Georges Aubé
Georges Aubé (* 1. Juni 1884 in Nonant-le-Pin, Département Orne; † 22. November 1971) war ein französischer General der Luftstreitkräfte.

## Leben

### Ausbildung zum Offizier und Zwischenkriegszeit
Aubé absolvierte nach dem Besuch der École polytechnique eine Offiziersausbildung und wurde Offizier der Aéronautique Militaire, die damals Teil des Heeres war. Während des Ersten Weltkrieges wurde ihm das Croix de guerre 1914–1918, das Offizierskreuz der Ehrenlegion (Officier de la Légion d’Honneur), die Médaille commémorative de la guerre 1914-1918 sowie die Médaille Interalliée de la Victoire verliehen. Am 25. März 1925 wurde er zum Oberstleutnant (Lieutenant-Colonel) sowie am 25. Dezember 1929 zum Oberst (Colonel) befördert. Als solcher übernahm er 1931 den Posten als Kommandant des Ausbildungszentrums in Cazaux und bekleidete diese Funktion bis zum 1. Juli 1936. Dort wurde er 1931 Kommandeur der Ehrenlegion (Commandeur de la Légion d’Honneur ) sowie am 3. September 1934 zum Brigadegeneral (Général de brigade aérienne) befördert.
Am 1. Juli 1936 wurde Aubé stellvertretender Chef des Stabes der nunmehr eigenständigen Teilstreitkraft der Luftstreitkräfte (Armée de l’air) und verblieb auf diesem Posten bis zum 15. Oktober 1936. Danach wurde er am 15. Oktober 1936 zum Luftwaffenstab abgeordnet und erhielt dort am 3. März 1937 seine Beförderung zum Generalmajor (Général de division aérienne). Nach seiner Beförderung zum General (Général d’armée aérienne) war er zwischen dem 1. Juli 1937 und dem 9. Oktober 1940 Mitglied des Obersten Luftstreitkräfterates (Conseil Supérieur de l’Air) und zugleich vom 7. Mai 1938 bis zum 15. Oktober 1938 erst Generalinspekteur der Luftverteidigung (Inspecteur Général de la Défense Aérienne du Territoire) beziehungsweise zwischen dem 15. Oktober 1938 und dem 2. September 1939 Inspekteur der Flugabwehr und Inspekteur der Jagdflieger (Inspecteur de la Défense Anti-Aérienne et Inspecteur de l’Aviation de Chasse).

### Zweiter Weltkrieg
Einen Tag nach Beginn des Zweiten Weltkrieges wurde Aubé am 2. September 1939 stellvertretender Oberkommandierender der Luftverteidigung und übernahm im Anschluss zwischen dem 20. Oktober 1939 und dem 29. Juni 1940 abermals die Funktion als Generalinspekteur der Luftverteidigung. Nachdem er vom 29. Juni bis zum 27. Juli 1940 Kommandeur der 3. Luftregion (3ème Région Aérienne) war, bekleidete er zwischen dem 27. Juli und dem 9. Oktober 1940 den Posten als Kommandeur der 4. Luftregion (4ème Région Aérienne). Am 9. Oktober 1940 wurde er beurlaubt, ehe er schließlich am 9. Oktober 1945 in den Ruhestand versetzt wurde. Für seine Verdienste wurde er ferner Großoffizier der Ehrenlegion (Grand Officier de la Légion d’Honneur).